# دای خیتای (هزاره)
دای خیتای یا دای خیتان  یکی از قبایل هزاره ارزگان است که در مرکز-جنوب افغانستان زندگی می‌کنند. و شامل طوایف سلطان احمد، قوت علی، مراد علی، قوم بهروز، علی بیگ، و خردی، قوم پهلوان و غیره می‌باشند
صرف نظر از موقعیت آنها در میان دیگر قبایل، اغلب دیده می‌شود که دای خیتای با قبیله دای چوپان گرد هم می‌آیند و قبیله‌ای بزرگ هزاره‌های ارزگان را تشکیل می‌دهند.